# Автобан A7 (Німеччина)
Федеральний автобан 7 (A7, нім. Bundesautobahn 7) — найдовший німецький автобан і найдовша національна автомагістраль у Європі – 963 км. Він ділить країну майже рівномірно між сходом і заходом. На півночі A7 починається на кордоні з Данією як продовження данської . На півдні автобан закінчується на кордоні з Австрією. Останню прогалину ліквідовано у вересні 2009 року.

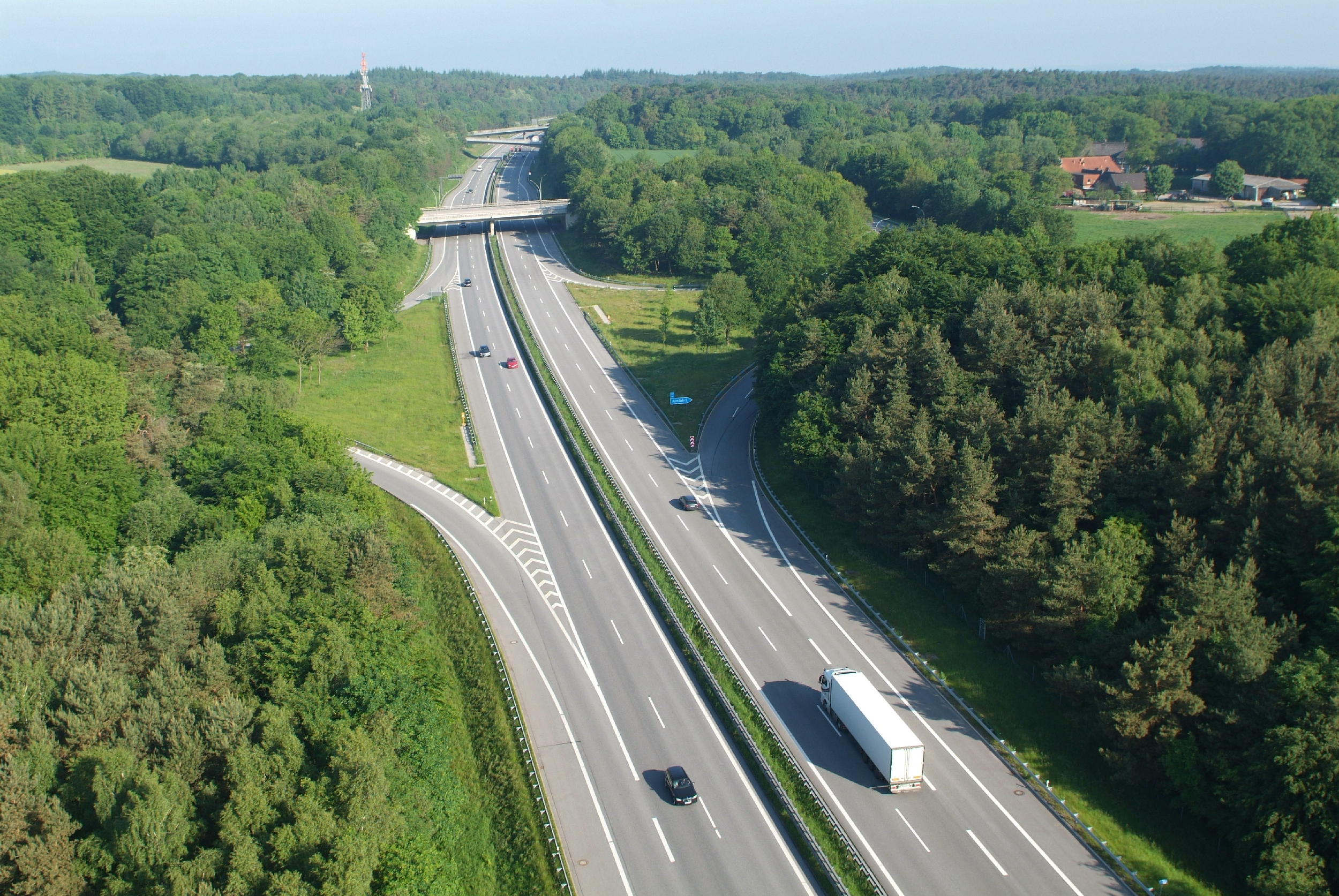
A7 поблизу Гамбурга.

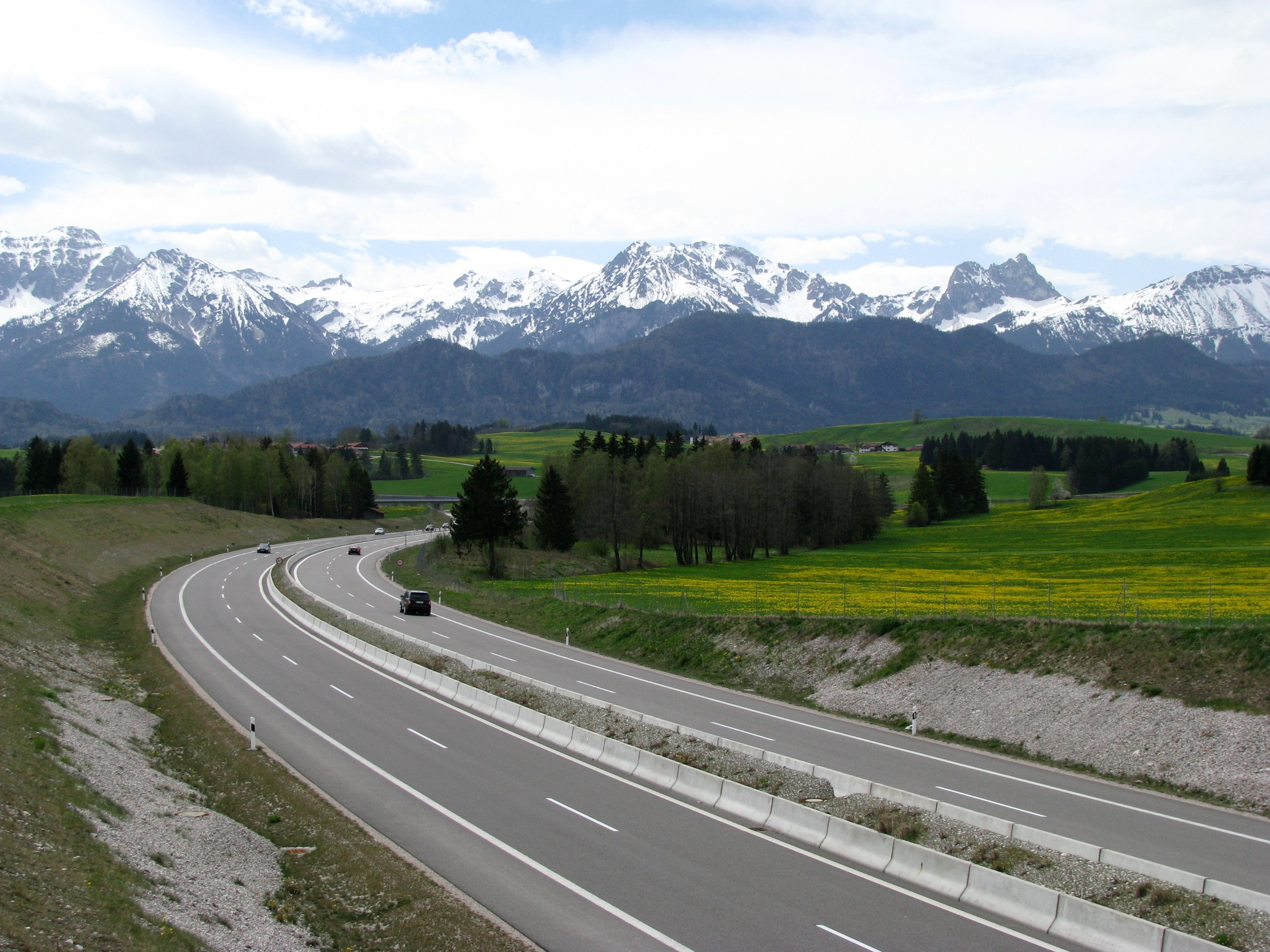
A7 поблизу Фюссена.

## Опис
Автобан 7 починається у Фленсбурзі та пролягає через дві землі в Шлезвігу та Рендсбурзі, через найжвавіший у світі штучний водний шлях Кільського каналу, що перетинає високий міст Радера. У Рендсбурзі ви можете з'їхати на A 210, що веде до столиці Кіля Шлезвіг-Гольштейну. Кілька кілометрів далі на південь є інший під’їзний шлях до Кіля, A 215, до A7 на розв’язці біля Бордесгольма однак сюди можна дістатися лише з півдня, так само з A215 ви можете дістатися лише до A7 на півдні. На південь від Бордесгольма шосе постійно розширювалося до шести смуг з 2014 року через високу інтенсивність руху до Гамбурга. З 2016 та 2017 років кілька ділянок мають шість смуг. Тут автомагістраль проходить повз міста Ноймюнстер, Бад-Брамштедт, Нордерштедт, та містечка Шнельзен перш ніж магістраль досягає міського району Гамбурга, а також Гамбурзького аеропорту. Від перехрестя Гамбург-Північно-Захід, де A23 розгалужується в напрямку Гайде, A7 має шість смуг, але відбувається[коли?] розширення до восьми смуг.
Ділянка через місто Гамбург характеризується величезною інтенсивністю трафіку, тут звичайні затори. Цьому є кілька причин: автомагістраль проходить через міські райони, під час шкільних канікул на трасі велика завантаженість, можливостей для об’їзду практично немає, швидкість постійно обмежена до 80 км/год як Міська зона, і ділянка розширена. На південь від обладнаного чотирма трубами з двома смугами тунелю Ельби веде A7 на шосе Ельбмарш, найдовший автомобільний міст у Німеччині, прямо через район гавані та гори Гарбург до Нижньої Саксонії. Через кутове перехрестя A 261 ви потрапите на A1 до Бремена, на наступному Maschener Kreuz на A39 до Люнебурга.
Проходячи через Ганновер із Гамбурга, шосе має шість смуг, і його було знижено до чотирисмугової ділянки між Зольтау та Вальсроде, тверде узбіччя може бути тимчасово звільнено як третя смуга. Він веде через Люнебурзьку пустку, частково з окремими напрямними смугами. На трикутнику Walsrode ви досягаєте A27 на Бремен і кілька кілометрів на південь, перш ніж дістатися до столиці Нижньої Саксонії, на перехресті Ганновер-Норд на A352, який сполучається з аеропортом Ганновера і закінчується на A2, яка веде до Дортмунда. Наступні розв’язки автостради A7 забезпечують сполучення з центром міста Ганновер  і Целле або A 2 Ruhrgebiet-Berlin Dar. Біля Altwarmbüchener Moor шосе веде на схід до Ганновера, у трикутнику Ганновер-Південний, де південна гілка A 37 до Ганновера сполучається лише з південною частиною A7.
На південь від Гільдесгайма A7 переходить у низький гірський хребет, і місцевість стає горбистою. Зальцгіттерський трикутник також з'єднує лише південну частину A7 з A39 до Брауншвейга та Зальцгіттера. Між трикутником Зальцгіттер і Геттінген шосе розширюється до шести смуг. Минаючи університетське місто, A 38 розгалужується на Dreieck Drammetal до Лейпцига, потім A7 веде по крутих схилах і спускається до Верраталя поблизу міста Ганноверш-Мюнден і продовжується до Гессена.
У Касселі це найбільший район, звідти можна потрапити на A44 у західному напрямку до Рурського регіону, а через кілька років, коли буде завершено розширення Кассель-Герлесгаузен, також у напрямку Айзенаха. Між розв’язкою Кассель-Схід і розв’язкою Кассель-Південний A7 будується восьмисмуговою для майбутнього з’єднання з розгалуженням на схід A44. У Касселі відгалужується недобудована автомагістраль , яка веде від завершеного будівництва до розв'язки Омталь, який планується побудувати поблизу Гомберг (Ом) між перехрестями Альсфельд-Захід і Гомберг (Ом) на A5. Між Касселем і Кірхгаймом перетинає Кнюльгебірге. Трикутники Кірхгайма і трикутник Хаттенбахера, які знаходяться близько один до одного і досить близько до географічного центру Німеччини, разом утворюють одну з найважливіших[джерело?] розв'язок автомагістралей землі. A4 веде до нових земель і Східної Європи, A5 до регіону Рейн-Майн і далі до кордону зі Швейцарією. На південь від трикутника Гаттенбахера розширена чотирисмугова ділянка A7, що веде повз Фульду, де A66 відгалужується до Ганау та досягає території Баварії.
Перетнувши гори Рен, проїдьте Швайнфурт (перетніть A70 на Байройт) і Вюрцбург до перехрестя Biebelried, де перетинається A3 Рурський регіон-Франкфурт на Нюрнберг-Пассау. Довгий час це був південний кінець A7. Завершення південного будівництва у 1980-х роках веде повз Ротенбург-на-Таубері на західному краю Франкенгайм до розв’язки автомагістралі Фойхтванген/Крайльсгайм (перехрестя з A6 Саарбрюкен-Гайльбронн-Нюрнберг-Вайдгаус) і частково району Баден-Вюртемберг над Східним Альбом, для перетину довелося побудувати навіть два тунелі, через Аален до Ульма. На розв'язці автомагістралі Ульм/Ельхінген перетинається траса A8 (Люксембург-Карлсруе-Штутгарт-Мюнхен-Зальцбург). На південь від Ульма він проходить через Іллерталь паралельно річці назад до Баварії, через Меммінген (перетин з A96 Ліндау Мюнхен) і Кемптен (відгалуження до A980 до Оберстдорфа), через завершену у 2009 році ділянку через тунель Райнертсгофт до краю підніжжя Альп. Там траса звужується до двох смуг і впадає в прикордонний тунель Фюссен до Австрії.

## Історія

### 1920-1970 роки
Магістраль замінила як магістраль імперські або федеральні дороги 76, 77, 205 і 4 (Фленсбург-Гамбург), 3 (Гамбург-Кассель) і 27 (Геттінген-Вюрцбург), які, в свою чергу, поверталися до середньовічних попередників. На шляху між Фленсбургом і Гамбургом, наприклад, він слідує за історичним Охсенвегом і може бути описаний як його наступник з точки зору його важливості як торгового шляху зі Скандинавії на південь. Плани автомагістралі з Гамбурга на південь були розроблені в рамках HaFraBa з 1926 року. Цей проект вважається попередником A7 між Гамбургом і Hattenbacher Dreieck.
Перша ділянка від Геттінгена до Бад-Герсфельда була відкрита в 1937 році. Будівництво ділянки між Бад-Герсфельдом і Вюрцбургом (Strecke 46) почалося в 1937 році зі спорудження різних мостових конструкцій, однак дорогу не було завершено до початку війни в 1939 році, і будівництво було зупинено. до того, як він був повністю занедбаний у 1940 році. Після Другої світової війни маршрут A7 був змінений, залишивши деякі з покинутих мостових конструкцій Strecke 46, щоб зберегти їх як історичні пам’ятки.
З 1950-х років автомагістраль була побудована між A1 на південь від Гамбурга та існуючою частиною A7 поблизу Геттінгена та відкрита секціями. На A1 "розв'язка Хорстера" був створений як новий початок A7. З півдня (Ганновер) транспортні засоби, що приїжджали туди на виїзді на A1 у напрямку заходу (Бремен), проїжджали крутий поворот протягом багатьох років.
Секція Echte-Seesen була відкрита 14 листопада 1959 року. Секція Seesen Hildesheim була відкрита 15 грудня 1960 року міністром транспорту Зебомом.
З 1956 року сім ділянок між Гамбургом і Ганновером були передані для руху. У 1960 році 21-кілометрова ділянка між розв'язкою Беркхоф і перехрестям Ганновер / Кірххорст була відкрита останньою.

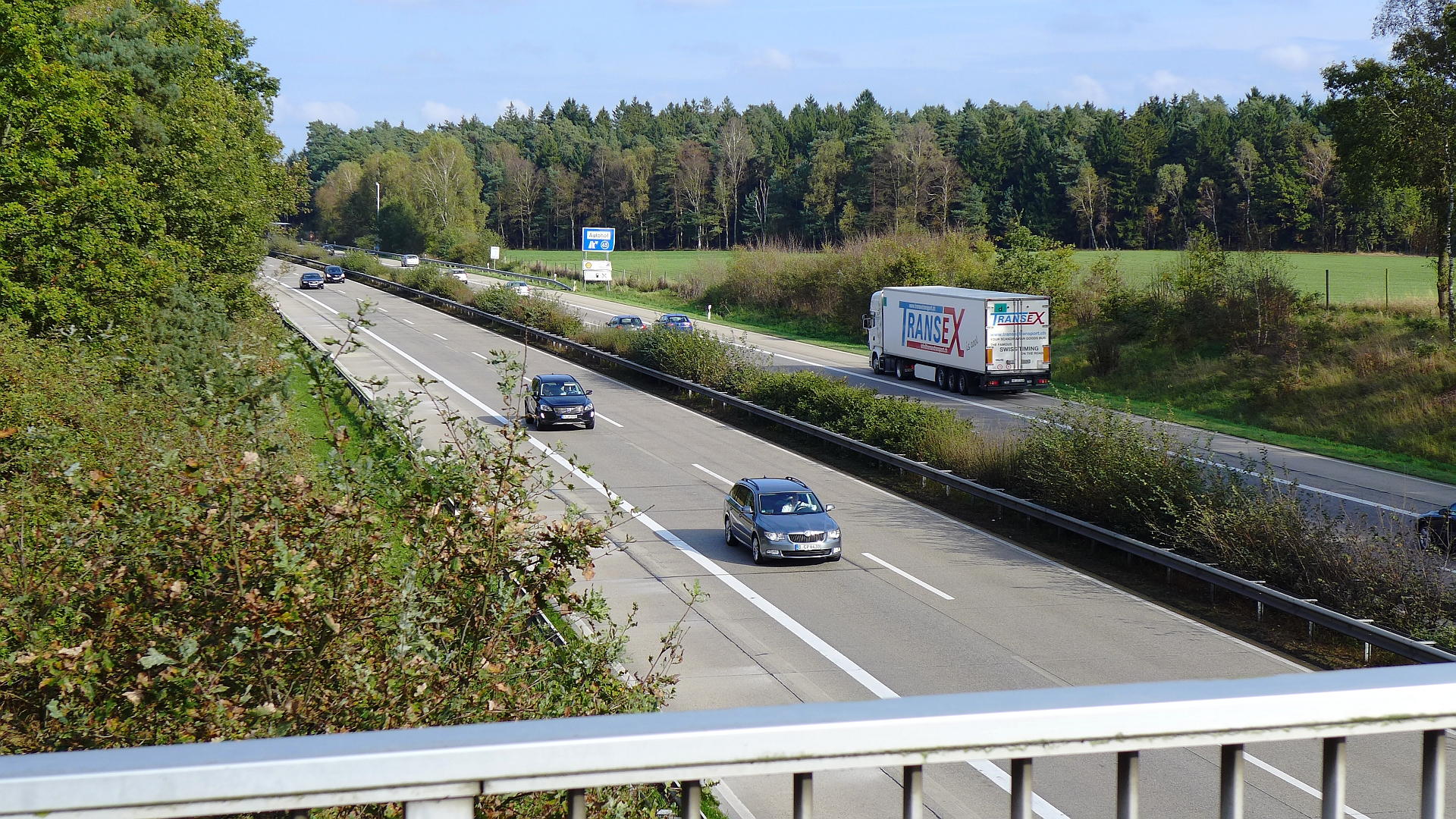
Між Гамбургом і Вальсроде.

Чотири секції, що залишилися між ними, були відкриті в 1958 році. Закриття розриву було досягнуто завдяки 35-кілометровій ділянці між розв’язкою автомагістралі Ганновер/Кірхгорст і розв’язкою Гільдесгайм у 1962 році.
У 1960-х роках A7 був побудований за дещо іншим маршрутом. Першою у 1965 році була відкрита ділянка довжиною 10,9 км на північ від розв’язки Бібельрід до розв’язки Вюрцбург/Естенфельд. У 1966 році відбувся прилеглий відрізок до теперішнього хреста Швайнфурт/Вернек і відрізок довжиною 14,8 км між Фульдою Північ і Фульда Південь. Найпівнічніша ділянка від трикутника Хаттенбахера до Фульди (32 км) і середня ділянка між Фульдою та Швайнфуртом (68 км) були нарешті передані для руху в 1968 році.
У 1960-1970-х роках в районі Гамбурга і так званої північної осі до Данії була побудована магістраль і передана транспорту. Будівництво велося дев'ятьма секціями. Важливою віхою стало відкриття Нового тунелю під Ельбою в 1975 році. 13 липня 1976 року Ернст Гаар, парламентський державний секретар Федерального міністерства транспорту, і міністр внутрішніх справ землі Шлезвіг-Гольштейн Рудольф Тіцк урочисто відкрили ділянку автомагістралі від Тарпа до Гандевітта. Лише в 1978 році було закрито останню вільну ділянку між Тарпом і Шубі, щоб шосе можна було проїхати від Гамбурга до федерального кордону.

### 1970-дотепер
13 червня 1978 року королева Маргрете II і президент Вальтер Шеєль відкрили прикордонний пункт Еллунд у супроводі прем'єр-міністра Ґергарда Столтенберга та мера Фленсбурга Інгрід Гросс. О 10.55 офіційно відкрили автомагістраль і паспортний контроль, о 12.32 прокотили перше авто через новий пункт пропуску. Еллунд перетворився на найважливіший транзитний пункт німецько-данського кордону. У 1979 році 3,2 мільйона мандрівників пройшли лічильники; до 1997 року кількість зросла більш ніж у п'ять разів і склала 16,7 мільйонів.
У попередньому проекті мережі автомобільних доріг Німеччини дослідницької компанії з будівництва автомобільних доріг (STUFA) 1926 року було передбачено шосе Вюрцбург-Ульм-Ліндау, детальне планування відбувалося з 1935 по 1941 рік. У 1969 році землі Баварія та Баден-Вюртемберг змогли домовитися про лінію, паралельну федеральній трасі 19.
З 1972 року почали виходити[куди?] перші розділи. Він[хто?] почався з ділянки Berkheim до розв'язки Memmingen-Süd (9,4 км) і першої смуги довжиною 27,1 км між Бад-Грьоненбахом і Кемптен-Лойбасом.

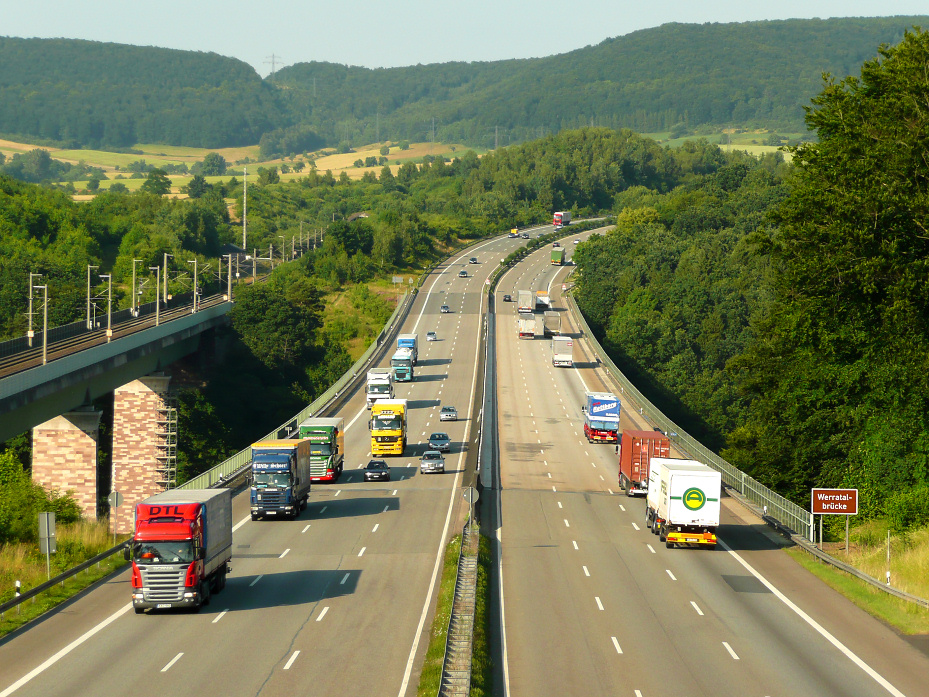
Віадук Верра.

Основні ділянки були між розв'язкою Бібельрід та перехрестям Уффенгайм-Лангенштейнах (34,7 км) у 1980 році, південне розширення до перехрестя Фойхтванген (42,1 км) у 1985 році та далі до перехрестя Гайденгайму (59,6 км), відкрито у 1987 році. З останніх 6,8 кілометрів до розв'язки Ой-Міттельберг були вже звільнені рік тому, шосе вже було проїзним від Данії до Алгой.
У 1992 році A7 було продовжено ще на 4,9 км до Нессельванга. За кілька метрів на захід від однойменної розв'язки знаходиться найвища точка автомагістралі Німеччини: "914,081 м над рівнем моря. NN ".
У липні 1999 року було відкрито прикордонний тунель Фюссен до Тіролю з трубою та двома смугами. Тунель має позбавити навколишні громади від великого трафіку під час канікул. У 2005 році північна прилегла смуга першого напрямку була відкрита до окружної дороги в Гутенберг. До вересня 2009 року рух від кінця автомагістралі в Нессельвангу спрямовувався різними маршрутами для легкових і вантажних автомобілів до прикордонного тунелю, що часто призводило до заторів.
1 вересня 2009 року відбулося офіційне відкриття останньої 15-кілометрової ділянки, яку здали з більш ніж річним запізненням. Віадук Енценштеттен спочатку був прохідним лише в один бік, оскільки будівельний консорціум не міг завершити його вчасно. Друга половина мосту була введена в експлуатацію в грудні 2010 року до кордону з Австрією.

## На стадії планування
A20 має бути з’єднаний на рівні Бад-Брамштедт через розв’язку автомагістралі з A7. На південь від Гамбурзького тунелю Ельба, шосе до запланованого сполучення автостради Гамбург-Зюдерельбе з федеральною трасою 26 має восьмисмугове розширення. Це має бути реалізовано до 2022 року.
Поточні плани Федерального міністерства транспорту передбачають перетин A26 на майбутньому перехресті автомагістралей Гамбург-Зюдерельбе на південь від Ельби, де вона продовжуватиметься на схід через Вільгельмсбург як так званий портовий прохід до A1 із розв’язкою автомагістралі Гамбург-Штіллгорн . У травні 2011 року фінансування було схвалено Федеральним міністерством транспорту.
На схід від Вюрцбурга, між Кройц-Швайнфурт / Вернек і Кройц-Бібельрід розширення до шести смуг у подальшій потребі з класифікацією права планування. 15 червня 2016 року під час будівництва мосту через долину Шрауденбах стався обвал кріплення під час бетонування ділянки надбудови. Аварія коштувала життя будівельнику. Крім того, 14 отримали поранення несумісні з життям.
Розширення A7 на шість смуг на ділянці між AD Гіттістеттен та AS Іллертіссен було включено до Федерального плану розвитку транспортної інфраструктури до 2030 року та Закону про шосе як невідкладну потребу, подальше розширення до перехрестя Меммінген-Південь додається як подальше необхідність закону про планування.